# Willoughby Babcock
 (novembre 2016).
Willoughby Babcock est un général américain de l'Union. Il est né en 1832 à Scott dans l'état de New York et est décédé le 6 octobre 1864 à Winchester, en Virginie. Il est inhumé au cimetière Glenwood à Homer, dans l'état de New York. Il est l'époux de Helen E. Maynard.
Il débute comme first lieutenant dans le 3e régiment d'Infanterie de New York. Il est promu capitaine du 64e régiment d'infanterie de New York qu'il ne rejoint pas et entre dans le 75e régiment d'infanterie de New York comme major, puis lieutenant-colonel. 
Le 19 septembre 1864, il est mortellement blessé lors de la troisième bataille de Winchester où il décède quelques jours plus tard, le 6 octobre 1864. Il est breveté colonel, puis général de brigade à titre posthume le 19 septembre 1864.